# Peter Comensoli

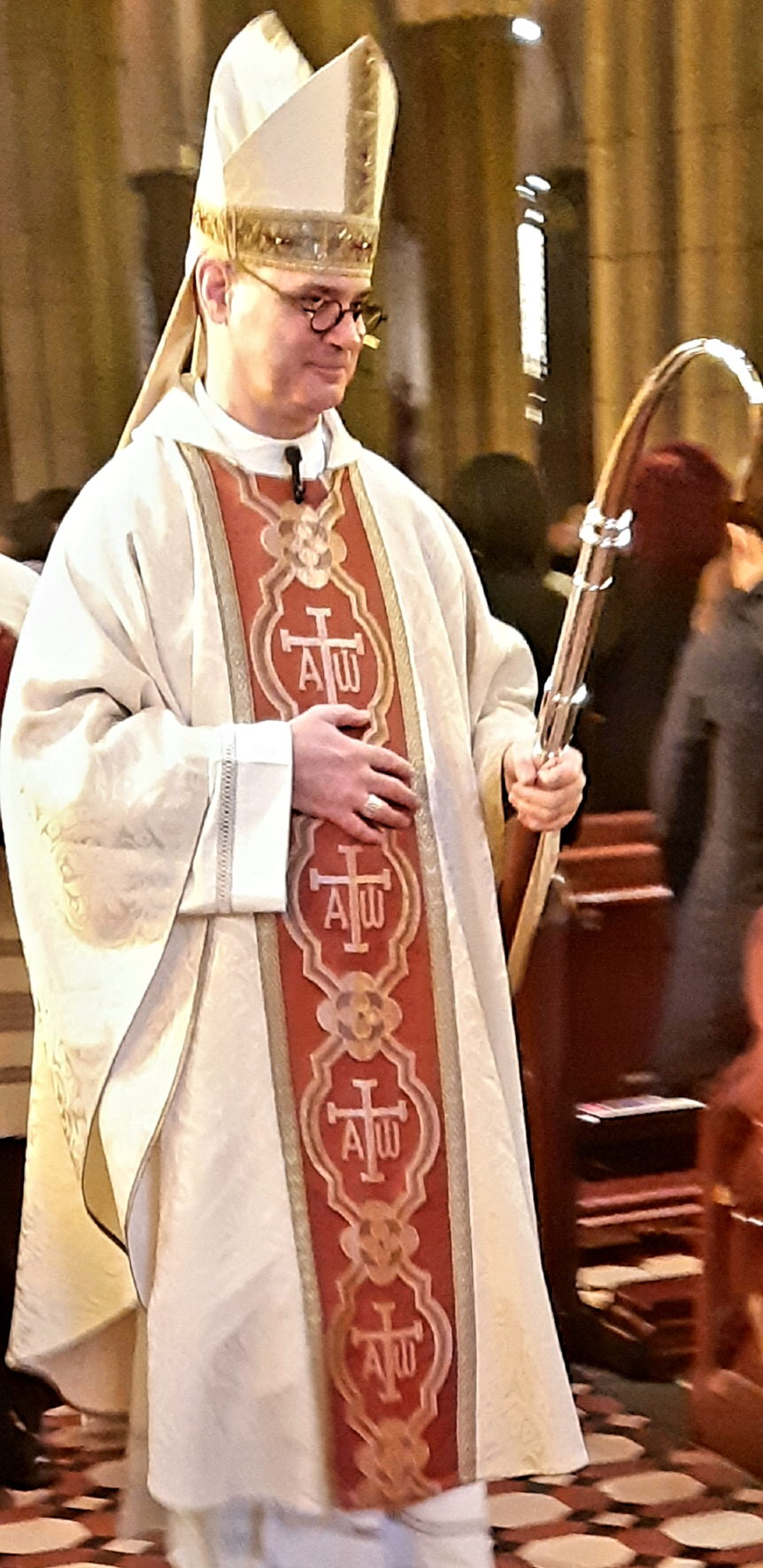
Peter Comensoli

Peter Andrew Comensoli (* 25. März 1964 in Bulli, New South Wales, Australien) ist ein australischer Geistlicher und römisch-katholischer Erzbischof von Melbourne.

## Leben
Peter Comensoli wurde als vierter Sohn von Mick Comensoli und seiner Ehefrau Margaret geboren und in der Kirche St. John Vianney in Fairy Meadow getauft. Er besuchte die von den Sisters of the Good Samaritan geführte St. John Vianney’s Primary School und das von Maristenpatres geführte St. Paul’s College in Bellambi. Anschließend arbeitete er für vier Jahre im Bankwesen und studierte Wirtschaftswissenschaften an der University of Wollongong.
1986 trat er in das Priesterseminar St. Patricks College in Manly ein und studierte Katholische Theologie und Philosophie. 1989 erwarb der den Bachelor of Theology sowie 1991 den Bachelor of Sacred Theology am Catholic Institute of Sydney. Am 22. Mai 1992 empfing er durch den Bischof von Wollongong, William Edward Murray, die Priesterweihe. Anschließend war er zunächst Kaplan in Unanderra und von 1992 bis 1995 Domvikar an der Kathedrale von Wollongong sowie Krankenhausseelsorger. Von 1995 bis 1996 war er Pfarradministrator in Shellharbour und von 1997 Kaplan in Rosemeadow. 1998 wurde er für ein Graduiertenstudium in Rom freigestellt, wo er im Jahr 2000 an der Päpstlichen Akademie Alfonsiana das Lizenziat in Moraltheologie erwarb. Nach seiner Rückkehr nach Australien wurde er zunächst Kaplan in West Wollongong und von 2000 bis 2006 Cancellarius Curiae sowie Notarius Curiae im Bistum Wollongong.
2006 wurde er für ein weiteres Aufbaustudium in Schottland freigestellt, wo er 2007 einen Master of Letters im Fach Moralphilosophie an der Universität Saint Andrews erwarb. 2011 wurde er an der Universität Edinburgh in Theologischer Ethik bei Oliver O’Donovan nach Anfertigung einer Dissertationsschrift mit dem Titel Recognising persons. The profoundly impaired and Christian anthropology zum Ph.D. promoviert. Anschließend war er als Professor am Catholic Institut of Sydney tätig.
Papst Benedikt XVI. ernannte ihn am 20. April 2011 zum Titularbischof von Tigisi in Numidia und zum Weihbischof in Sydney. Die Bischofsweihe spendete ihm der Erzbischof von Sydney, George Kardinal Pell, am 8. Juni desselben Jahres in der Saint Mary’s Cathedral in Sydney; Mitkonsekratoren waren Philip Edward Wilson, Erzbischof von Adelaide, und Peter William Ingham, Bischof von Wollongong. Sein Wahlspruch Praedicamus Christum crucifixum („Wir verkündigen den gekreuzigten Christus“) entstammt dem 1. Korintherbrief (1 Kor 1,23 ).
Comensoli war Generalvikar und während der Sedisvakanz des Jahres 2014 Apostolischer Administrator des Erzbistums Sydney. Als Bischofsvikar war er für den Bereich Lebensschutz, Ehe und Familie zuständig.
Papst Franziskus ernannte ihn am 20. November 2014 zum Bischof von Broken Bay. Die Amtseinführung fand am 12. Dezember desselben Jahres statt. Am 29. Juni 2018 ernannte ihn Papst Franziskus zum Erzbischof von Melbourne. Die Amtseinführung fand am 1. August desselben Jahres statt.
Peter Comensoli wurde 2018 zum Großprior der Statthalterei Victoria des Ritterordens vom Heiligen Grab zu Jerusalem ernannt und am 9. September 2018 durch Großmeister Edwin Frederick Kardinal O’Brien investiert.

Wappen von Peter Comensoli als Erzbischof von Melbourne
Wappen von Peter Comensoli als Bischof von Broken Bay